# Agrias pseudo-lesoudieri
Agrias pseudo-lesoudieri är en fjärilsart som beskrevs av Le Moult 1926. Agrias pseudo-lesoudieri ingår i släktet Agrias och familjen praktfjärilar. Inga underarter finns listade i Catalogue of Life.